# Araneus mossambicanus
Araneus mossambicanus este o specie de păianjeni din genul Araneus, familia Araneidae. A fost descrisă pentru prima dată de Pavesi, 1881.
Este endemică în Mozambic. Conform Catalogue of Life specia Araneus mossambicanus nu are subspecii cunoscute.